# Flora of China
Flora of China (досл. „Флора Кине”) научна је публикација настала с циљем проналаска, евидентирања и описивања свих биљака које се могу наћи у Кини.

## Опис
Flora of China представља колаборативни научни пројекат чији је задатак објавити први модерни рад на енглеском језику са 31.000 врста васкуларних биљака Кине. Овај број обухвата преко 8.000 врста медицински и економски битних биљака, те преко 7.500 врста дрвећа и грмова.
Flora of China описује и документује ове врсте. Flora of China је енглеска ревизија дела Flora Republicae Popularis Sinicae (FRPS), са таксономијом која одражава актуелно разумевање сваке групе. Низ породица је измењени Енглеров систем (Адолф Енглер), сличан оном који се користи у FRPS; међутим, обим неких породица захтева садашње разумевање група. Намера је да се покрију све васкуларне биљке Кине, са описима, идентификационим кључевима, синонимима од значаја, фенологијом, провинцијалном дистрибуцијом у Кини, кратким поменима иностране дистрибуције, те белешкама о опсегу проблематичних таксона.
Серијал Flora of China Illustrations, пратећи сет свезака, илуструје око 65% врста документованих у Flora of China. Многи свесци илустрација су највеће колекције скица повезаних породица/родова икада објављене у свету.
Такође, ботаничка имена, литература, географска распрострањеност унутар и ван Кине, те статус ендемности доступни су на онлајн кинеској контролној листи Flora. Ова контролна листа и база података Tropicos Ботаничких башти Мисурија заједно дају интерфејс за претрагу података о номенклатури и дистрибуцији те разне илустрације.
Подаци из објављених свезака се представљају онлајн као засебне евиденције породица, родова и врста. Исти се могу пронаћи на сајту eFloras, са именима и разним другим информацијама. Интерактивни идентификациони кључеви доступни су за веће родове.

## Сарадња
Блиски међународни сарађивачки односи и пројекти истраживања, писања, прегледа и уређивања карактеришу настанак Flora. Кинески аутори сарађују са америчким и другим научницима из 29 земаља (Аргентина, Јерменија, Аустралија, Аустрија, Белгија, Бразил, Канада, Чешка, Данска, Финска, Француска, Немачка, Грчка, Ирска, Јапан, Кореја, Мексико, Холандија, Нови Зеланд, Филипини, Русија, Шпанија, Јужна Африка, Шведска, Тајланд, Уједињено Краљевство, Украјина и Сједињене Америчке Државе). Резултате њиховог рада потом ревидирају кинески ботаничари, Издавачки комитет за кинеску флору, стручњаци за породице биљака из целог света, те саветници за флоре региона око Кине, како би настала што боља евиденција.
Пројекат има неколико не-кинеских издавачких центара: Хербаријуми Универзитета Харвард, Калифорнијска академија наука, Институција Смитсонијан, Краљевска ботаничка башта Единбург, Краљевска ботаничка башта Кју, Природословни национални музеј у Паризу и Ботаничке баште Мисурија. Они представљају организационе и координационе центре пројекта. Четири кинеска центра су: Институт за ботанику Кинеске академије наука у Пекингу, Институт за ботанику у Кунмингу, Институт за ботанику Ђангсу у Нанкингу и Јужнокинеска ботаничка башта у Гуангџоуу. Око 478 научника широм света сарађивало је на припреми сваког од уноса у Flora.
Дански ботаничар Кај Ларсен (1926—2012) био је један од саветника при изради серијала Flora of China.